# Emons Spedition
La Emons Spedition GmbH è una società fondata nel 1928 e attiva a livello internazionale nel settore dei trasporti e della logistica con oltre 70 sedi e 1.950 dipendenti nel mondo.
La società di Colonia ha sedi in Germania, Bulgaria, Cina, Italia, Kazakistan, Lituania, Polonia, Romania, Russia, Svizzera, Repubblica Ceca, Turchia, Ucraina e in Bielorussia e mantiene reti di trasporto e logistica in Germania, Europa e Europa dell'Est.
Spedisce colli, groupage, parziali e carichi completi, si occupa di servizi logistici, di spedizioni aeree e marittime. I trasporti tramite container vengono effettuati su strada attraverso la Emons Multi Transport GmbH, nonché per ferrovia attraverso la Emons Rail Cargo GmbH. Inoltre, la Emons Air & Sea GmbH organizza il trasporto all'estero di merci.

## Caratteristiche
- Reti Germania, Europa, Europa dell'Est
- Sistema di trasporto merci
- Carichi parziali / pieno carico
- Il trasporto combinato e su strada
- Trasporto aereo e marittimo per le spedizioni in tutto il mondo
- RoRo traffico verso la Russia
- Emons Rail Cargo
- Logistica, Magazzinaggio, Cross Docking
- Servizi CEP (corriere, espresso e pacchetto)
- Strumenti informatici per l'elaborazione della spedizione e la contabilità
- Monitoraggio e tracciamento via Internet.